# Fatela
Fatela is een plaats (freguesia) in de Portugese gemeente Fundão en telt 600 inwoners (2007).